# Endacusta minka
Endacusta minka is een rechtvleugelig insect uit de familie krekels (Gryllidae). De wetenschappelijke naam van deze soort is voor het eerst geldig gepubliceerd in 1983 door Daniel Otte en Richard D. Alexander.
De soort komt voor in Queensland (Australië). Het holotype werd in 1971 gevonden in Biggenden.